# إتسوكو هايروز
إتسوكو هايروز (باليابانية: 広瀬悦子) هي عازفة بيانو يابانية، ولدت في 1979 في ناغويا في اليابان.

## وصلات خارجية
- الموقع الرسمي
- إتسوكو هايروز على موقع ميوزك برينز (الإنجليزية)
- إتسوكو هايروز على موقع أول ميوزيك (الإنجليزية)
- إتسوكو هايروز على موقع ديسكوغز (الإنجليزية)